# 8 Марта (Жарминский район)
8 Марта (каз. Сегізінші Наурыз) — село в Жарминском районе Абайской области Казахстана. Входит в состав Бельтерекского сельского округа. Код КАТО — 634437400.

## Население
В 1999 году население села составляло 377 человек (189 мужчин и 188 женщин). По данным переписи 2009 года, в селе проживали 224 человека (107 мужчин и 117 женщин).